# خيراردو برونا
خيراردو برونا (بالإسبانية: Gerardo Bruna) (29 يناير 1991 بمندوزا في الأرجنتين - ) هو لاعب كرة قدم أرجنتيني في مركز الوسط. شارك مع منتخب إسبانيا تحت 17 سنة لكرة القدم. أما مع النوادي، فقد لعب مع نادي أكرينغتون ستانلي ونادي بلاكبول ونادي ترانمير روفرز لكرة القدم ونادي ليفربول ونادي هويسكا وأوتاوا فيوري ونادي وايتهوك.

## وصلات خارجية
- خيراردو برونا على موقع الاتحاد الأوربي (الإنجليزية)
- خيراردو برونا على موقع قاعدة بيانات كرة القدم.إي يو (الإنجليزية)
- خيراردو برونا على موقع Soccerbase.com (لاعب) (الإنجليزية)
- خيراردو برونا على موقع Soccerway.com (الإنجليزية)